# Федеративное устройство
Федерати́вное устро́йство — способ территориальной организации федеративного государства, определяющийся характером взаимоотношений субъектов федерации с федеральными органами власти, а также между собой и другими образованиями в мире.
Федеративная форма административно-территориального устройства (от латинского слова federatio — союз, объединение) — это добровольное объединение в составе одного государства независимых территорий. В отличие от административно-территориального устройства (деления), присущего унитарным государствам, федеративное устройство имеет в своей основе более сложный механизм регулирующий взаимоотношения и взаимодействие составляющих его частей.
Единицами территориального деления являются субъекты федерации, наименования которых могут быть различным: государства (штаты), земли, республики, края, области и иные.

## Федеративное устройство Российской Федерации
Федеративное устройство Российской Федерации регулируется нормами статьи 65 и главы 3 Конституции Российской Федерации 1993 года. Субъектами федерации в России являются:
- Республики в составе Российской Федерации (государства);
- Края;
- Области;
- Города федерального значения;
- Автономная область;
- Автономные округа.

Все субъекты Российской Федерации равноправны, то есть не допускается их дискриминация или придание привилегированного положения, исходя из конституционно-правового статуса конкретного субъекта.
Федеративное устройство России основано на ряде принципов:
- государственная целостность Российской Федерации;
- единство системы государственной власти;
- разграничение предметов ведения и полномочий между федеральными органами государственной власти и органами государственной власти субъектов Российской Федерации;
- равноправие и самоопределение народов в России.